# 長良川温泉
長良川温泉（ながらがわおんせん）は、岐阜県岐阜市（旧国美濃国）にある温泉。源泉は温泉地の北部にある三田洞神仏温泉。

## 泉質
- 単純炭酸鉄泉
  - 源泉温度：15℃
  - PH：6.7
  - 湧出量：毎分1,000リットル

## 温泉街
岐阜城金華山の北麓を流れる長良川沿いには7軒のホテル、旅館が存在する。
岐阜の市街地にも近いことから歓楽的要素を持った温泉地であり、芸子もいる。
長良川で行なわれる長良川鵜飼は名物の1つであり、鵜飼の時期にはホテルや旅館から川面に浮かぶかがり火を観る事もできる。

## ホテル・旅館
- 岐阜グランドホテル
- ホテルパーク
- 十八楼
- 長良川観光ホテル 石金

## 歴史
開湯は約1300年前とされる。ただし、源泉である「三田洞神仏温泉」は、1968年（昭和43年）の開湯である。
2004年（平成16年）に発生した温泉偽装問題では、井戸水使用にもかかわらず入湯税を取っていた旅館があると報じられ、その後返納が行なわれた。
岐阜市は、長良川温泉の湯がやや茶褐色で ぬめり系の湯と異なるため、1999年（平成11年）頃より新たな泉源を探し始め旅館街から車で5分程の同市中川原地区で泉脈を発見した。そこで、温泉を旅館街に供給するとともに温泉スタンドを建設して一般に販売することを計画し土地を購入し掘削を始めた。しかし、湯の湧出を確認する前に近隣住宅の基礎や土台などにひび割れ等の被害が出ていることが判明し、被害交渉をしたが解決せず、やむなく事業を中止し幻の計画となった。

## 交通アクセス
鉄道
- JR東海（東海道本線・高山本線）岐阜駅、または名古屋鉄道（名古屋本線・各務原線）名鉄岐阜駅よりバスで約20分。